# Imelda Fransisca
Imelda Fransisca (née le 24 septembre 1982) est une mannequin indonésienne qui a remporté le titre de Miss Indonésie 2006.